# Chloroclystis rubroviridis
Chloroclystis rubroviridis là một loài bướm đêm trong họ Geometridae.